# Boniek García
Óscar Boniek García Ramírez, bekannt als Boniek García (* 4. September 1984 in Tegucigalpa), ist ein honduranischer Fußballspieler.

## Karriere
Garcías Fußballkarriere begann in der heimischen Liga bei CD Olimpia. Durch seine starken Auftritte bei Olimpia sicherte er sich schnell einen Platz in der honduranischen Auswahl, in der er 2005 beim Länderspiel gegen Kanada debütierte und für die er inzwischen über 40 Spiele bestritten hat.
Seine starken Leistungen auf Vereinsebene sowie in der Nationalmannschaft weckten das Interesse von Paris Saint-Germain und Wigan Athletic, wo sich der rechte Mittelfeldspieler in Probetrainings jedoch nicht ausreichend empfehlen konnte und wieder zu Olimpia zurückkehren musste.
Obwohl er sich erst kurz vor dem Turnier aufgrund eines Leistenbruchs einer Operation unterziehen musste, stand er im Kader für die Fußball-Weltmeisterschaft 2010 in Südafrika, wo er allerdings nicht zum Einsatz kam. Auch für die Weltmeisterschaft 2014 in Brasilien wurde er nominiert, dort wurde er im ersten Gruppenspiel gegen Frankreich zu Beginn der zweiten Halbzeit eingewechselt. Gegen Ecuador und die Schweiz stand er in der Startelf, wurde aber gegen Ende des Spiels ausgewechselt. Da Honduras alle drei Spiele verlor, schied die Mannschaft nach der Gruppenphase aus. Sein bisher letztes Länderspiel bestritt er im September 2017 in der Qualifikation zur WM 2018, für die sich Honduras nicht qualifizieren konnte.

## Sonstiges
Seinen zweiten Vornamen Boniek bekam er von seinem Vater verliehen, weil dieser ein Fan des polnischen Stürmers Zbigniew Boniek ist. Er trug diesen auf seinem Trikot bei Houston Dynamo.